# Alman Metten
Alman Metten (Haarlem, 9 oktober 1948) is een Nederlands economisch-onderzoeker en voormalig politicus namens de PvdA.

## Loopbaan
Metten doorliep het Gymnasium Felisenum in Velsen-Zuid en studeerde sociologie aan de Universiteit van Amsterdam. Daar was hij tot 1984 wetenschappelijk medewerker onderwijsorganisatie en -ontwikkeling. In 1984 werd hij voor de PvdA verkozen in het Europees Parlement. Hij hield zich vooral met economische onderwerpen bezig zoals de invoering van de Euro, de Europese begroting en de Europese interne markt. Metten was lid van de commissie voor Economische en Monetaire zaken en Industriebeleid. In 1999 begon hij zijn eigen economisch adviesbureau gericht op Europa. Metten werd onderscheiden met Het Grote Zilveren Ereteken met de Ster voor Verdienste voor de Republiek Oostenrijk (1996) en gedecoreerd tot Ridder in de Orde van Oranje-Nassau (1999).
- International Standard Name Identifier: 0000 0000 6788 2109
- Library of Congress Control Number: nr90003982
- Nederlandse Thesaurus van Auteursnamen: 069248966
- Parlement.com: vg09llzhlhsy
- Virtual International Authority File: 41687409
- WorldCat: E39PBJmP7FKyWkcMcmRwYft7pP